# Liste de sociétés de production de cinéma
Pour les articles homonymes, voir Production (homonymie).
 (mai 2022).
Cet article présente une liste de sociétés de production de cinéma, classées par ordre alphabétique.
- Haut – A
- B
- C
- D
- E
- F
- G
- H
- I
- J
- K
- L
- M
- N
- O
- P
- Q
- R
- S
- T
- U
- V
- W
- X
- Y
- Z

## [0-9]
- 2929 Entertainment (en) -  États-Unis
- 6ème Sens Production -  France

## A

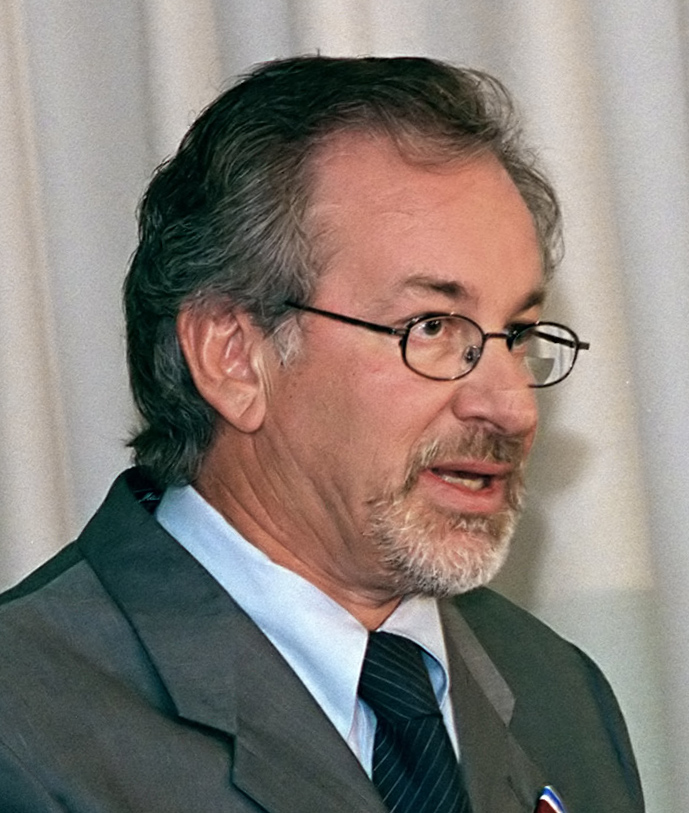
Steven Spielberg, le créateur de la société de production américaine Amblin Entertainment, dont le nom est inspiré de l'un de ses premiers films, Amblin.

- A Band Apart[1] -  États-Unis
- ABC Pictures -  États-Unis
- Act'Aura -  France
- Adastra Films -  France
- Africa Film Concept -  Tunisie
- Menara film Production -  Maroc
- Affreux sales & méchants -  France (programmes courts)
- Ajoz Films -  France
- Albatros (production) -  France
- Alcatraz Films (société) -  France
- Aloest productions -  France
- Alta Loma Films -  France
- Altern Access Production -  France
- Amblin Entertainment -  États-Unis
- American Film Manufacturing -  États-Unis
- American International Pictures -  États-Unis
- American Mutoscope and Biograph Company -  États-Unis
- American Zoetrope -  États-Unis
- Annapurna Pictures -  États-Unis
- Ancora Films -  France
- Ankama Animations, Ankama Movies -  France
- Appian Way -  États-Unis
- ApolloMedia -  Allemagne
- Arbore Pictures -  France
- Ardèche Images -  France
- Arsyn Video Interactive -  France
- Arte France Cinéma -  France
- Artisan Entertainment -  États-Unis
- Arts Films -  France
- Artworks Production -  Tunisie
- Ascent Media Group, Inc. -  États-Unis
- Atlas Entertainment -  États-Unis
- AuldLands Films -  France  Royaume-Uni
- Australian Film Finance Corporation (en) -  Australie
- Ayianna Pictures -  France
- Azimut Films -  Canada

## B
- BAC Majestic -  France

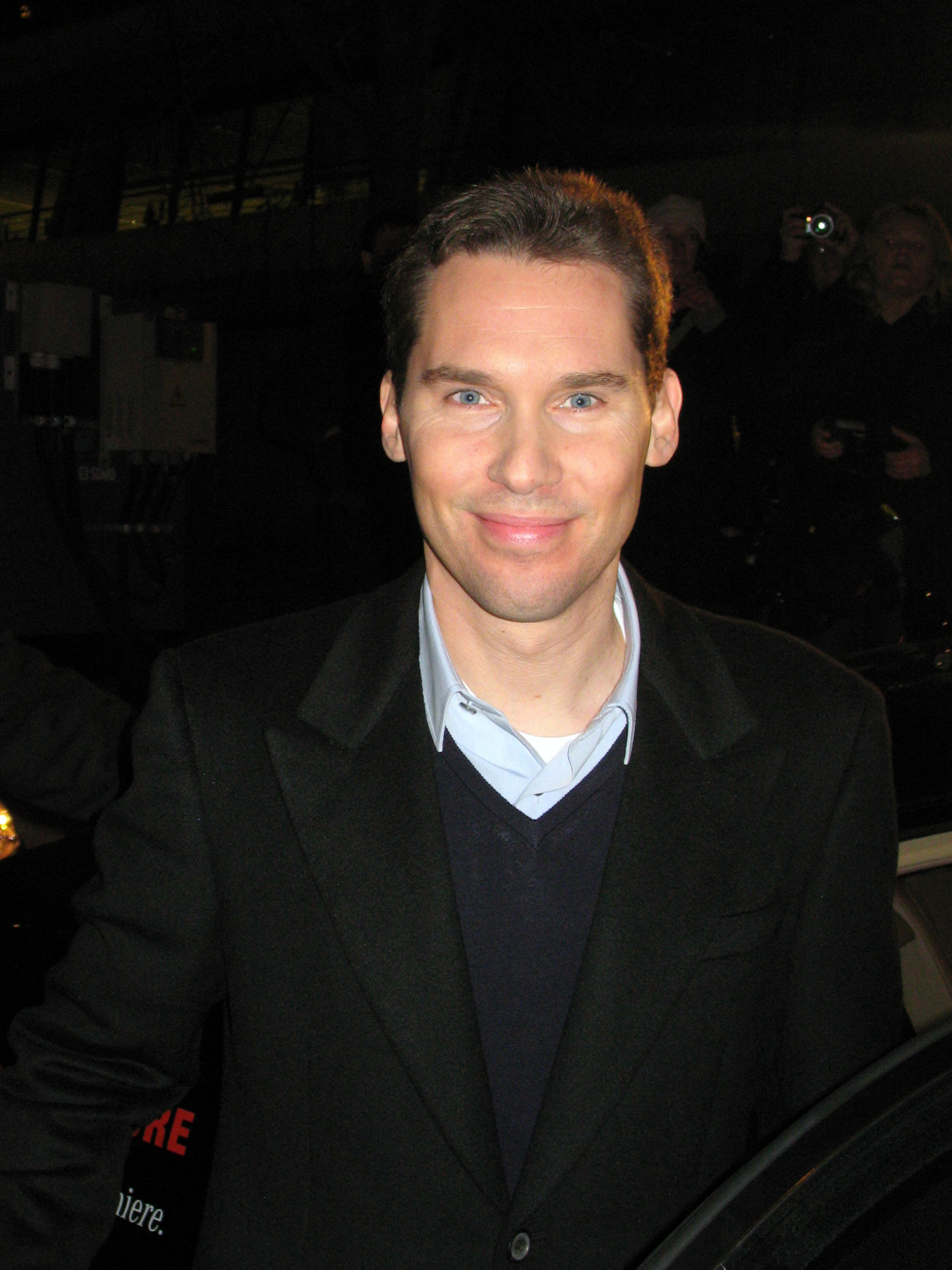
Bryan Singer, cofondateur de Bad Hat Harry Productions

- Bad Hat Harry Productions -  États-Unis
- Balthazar Production -  France
- Bazelevs -  Russie
- Bien ou Bien Productions -  France
- Blinding Edge Pictures -  États-Unis
- BLISS -  France
- Bleuprod  France
- Blue Monday Productions  France
- Blue Sky Studios -  États-Unis
- La Boîte, ...Productions -  Belgique
- Bonne Pioche -  France
- Brandywine Productions -  États-Unis
- Brittia Films -  France
- Broken Road Productions -  États-Unis
- Broncho Motion picture Corporation -  États-Unis
- Brooksfilms -  États-Unis
- Brut Productions -  France
- Buster Keaton Comedies -  États-Unis

## C
- CAB Productions -  Suisse
- CAMBIO Cinéma -  France
- Cannon Group -  États-Unis
- Caravan Pictures -  États-Unis
- Carlton Motion Picture Laboratory -  États-Unis
- Carolco Pictures -  États-Unis
- Castle Rock Entertainment -  États-Unis
- Cérésis Productions -  France
- CED film production  France
- Chacapa Studio -  France
- Chadwick Pictures Corporation -  États-Unis
- Chez Wam -  France
- Cinecittà -  Italie
- Cinémaginaire -  Québec
- Cinematic Film Studio -  Ghana
- Cine Nomine -  France
- Cineora -  France  Brésil
- Cinema Scène Production -  France
- Les Cinémas de la Zone -  France
- Clandestine Films -  France
- Collectif BKE -  France
- Columbia Pictures -  États-Unis
- Comique Film Corporation -  États-Unis
- Compagnie Éric Rohmer -  France
- Comacico -  France
- Comptoir Français de Productions Cinématographiques -  France
- Const-Com International Picture -  Tchad
- Constantin Film Produktion -  Allemagne
- Continental-Films -  France
- CreaSyn Studio -  France
- Créateurs de Films -  Suisse
- Cruise/Wagner Productions -  États-Unis
- CTV Productions -  Tunisie

## D
- Daiei -  Japon
- Daiichi Eiga -  Japon
- Dakota Pictures (en) -  États-Unis
- Darka Movies -  France

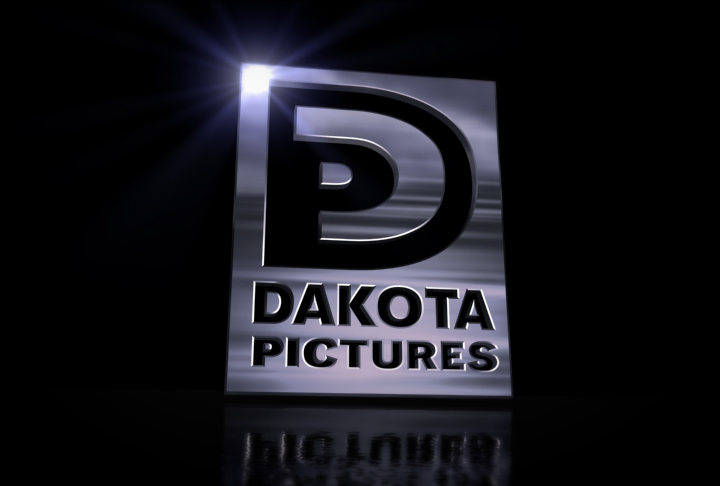
Logo de Dakota Pictures

- David W. Griffith Productions -  États-Unis
- De l'autre côté du périph (DACP) -  France
- Denovan Films -  France
- DePatie-Freleng Enterprises -  États-Unis
- Deutsche Film AG -  Allemagne de l'Est
- Diaphana Production -  France
- Dimension Films -  États-Unis
- Domino Motion Picture Corporation -  États-Unis
- DreamWorks SKG -  États-Unis
- DWARF LABS -  France

## E
- Ekoss Production -  France
- Elephant Story -  France
- Elokami Production -  France
- Energia Productions -  Finlande
- Enjoy Movies -  Russie

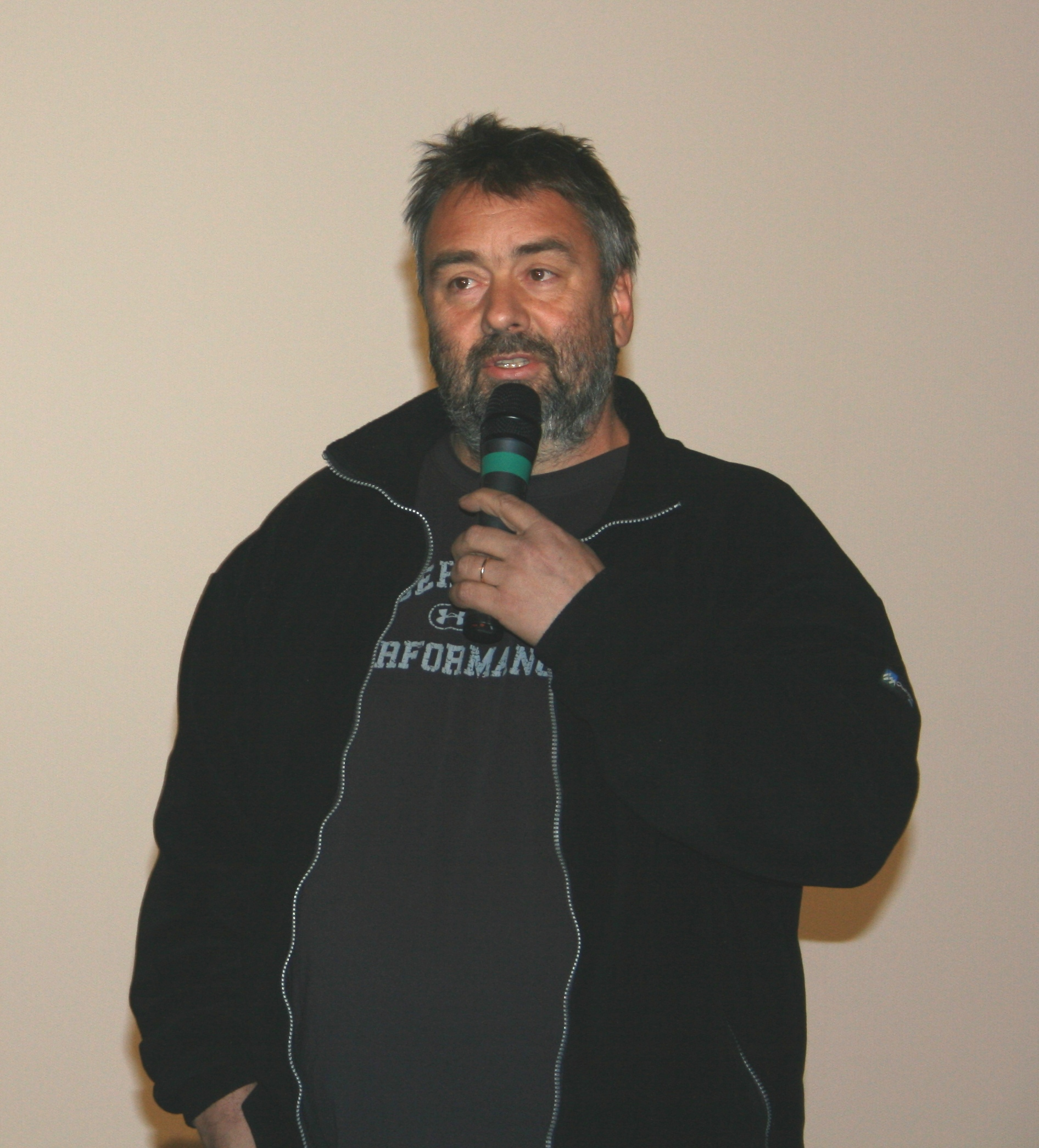
Luc Besson, cocréateur de la société de production française EuropaCorp.

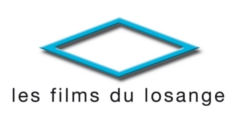
Logo de la société Les Films du Losange

- Entertainment Manufacturing Company  États-Unis
- EON Productions -  Royaume-Uni
- Epikepoc Production -  France
- Erdoğan Group -  Turquie
- The Essanay Film Manufacturing Company -  États-Unis
- Etilem Films Productions -  Suisse
- Europa Film -  Suède
- EuropaCorp -  France
- EyeSteelFilm -  Québec
- Ewing Power Production -  États-Unis

## F
- La Fabrique -  France
- La Fabrique de films -  France
- Famous Player Film Compagny -  États-Unis
- FatCat Films -  France
- Favourite Films -  Belgique
- Fechner Audiovisuel -  France
- FEW -  France
- Fidélité Productions -  France
- Le Film d'art -  France
- Les Films Alain Sarde -  France
- Les Films du Carrosse -  France
- Les Films du Nord -  France
- Les Films Christian Fechner -  France
- Les Films Copernic -  France
- Les Films Corona -  France
- Les Films d'ici -  France
- Films Gilles Carle -  France
- Les Films du Losange -  France
- Les Films Pelléas -  France
- Les Films du Poisson -  France
- Film Booking Offices of America  -  États-Unis
- Films Pomereu -  France
- Fine Line Features -  États-Unis
- Fireworks Pictures -  États-Unis
- Flach Film -  France
- Focus Features -  États-Unis
- Fox 2000 Pictures -  États-Unis
- Fox Searchlight Pictures -  États-Unis
- Frakas Productions -  Belgique
- France 2 Cinéma -  France
- France 3 Cinéma -  France
- Fusa Films -  France
- FuturArt Studio Production -  France
- Flycorner Studio -  France

## G
- Gafer -  France
- GapBusters -  Belgique
- Gaumont -  France
- Gémini Films -  France
- Ghibli Studio -  Japon
- Globo Filmes -  Brésil

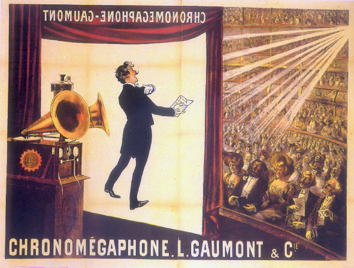
Une affiche de 1902 vantant un système primitif de cinéma sonore développé par la société de production française Gaumont.

- Goldwyn Pictures Corporation (1916-1924) -  États-Unis
- Gonella Productions -  France
- Gorki Film Studio -  Russie
- G RDV Productions -  France
- Group JSH - Aerial Production -  France
- Guber-Peters Company -  États-Unis
- La Guéville -  France
- Guyom Corp -  France

## H

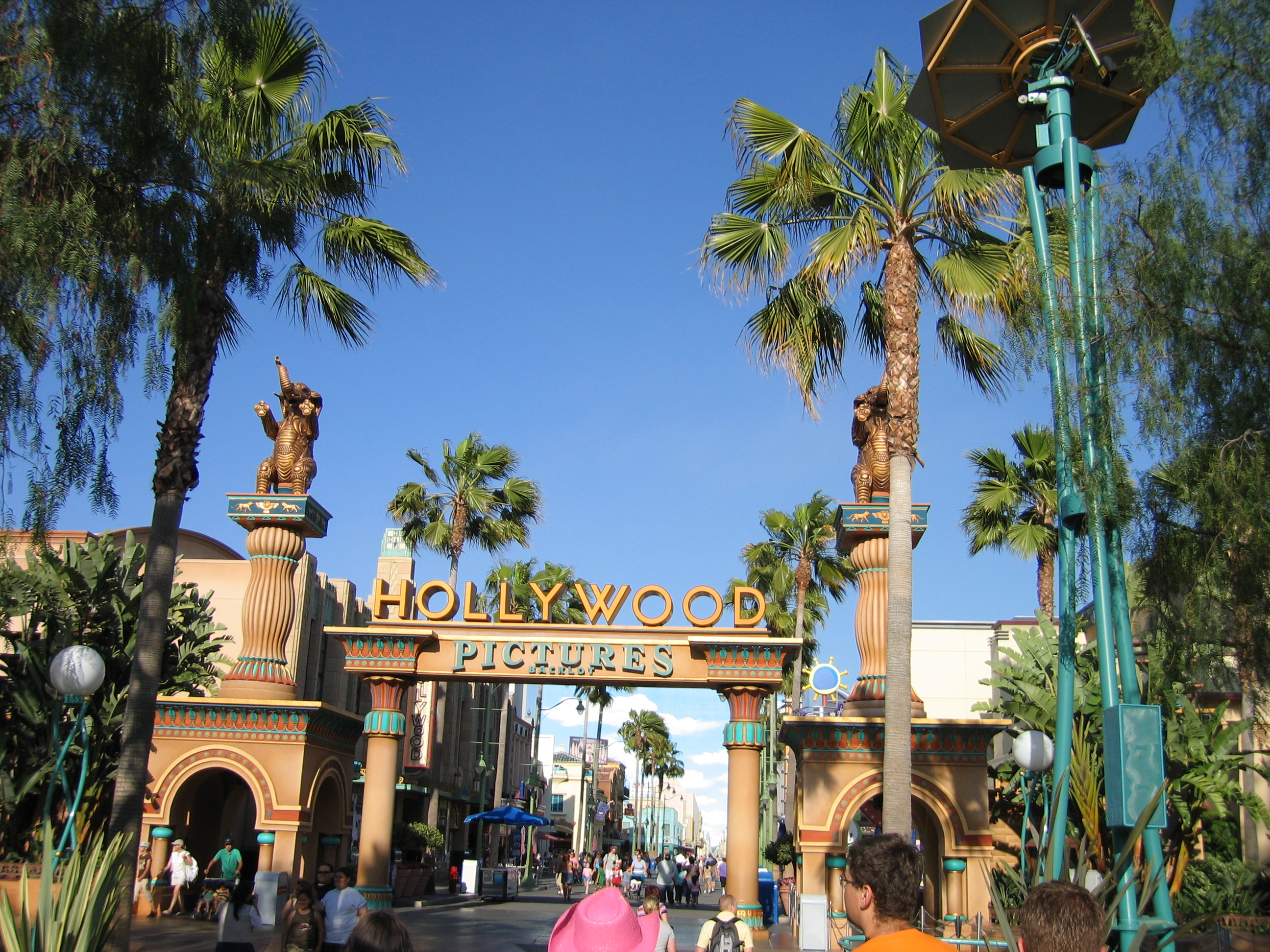
Entrée du Hollywood Pictures Backlot dans le parc d'attractions Disney California Adventure en Californie, supposé reproduire les studios de la société de production américaine Hollywood Pictures, filiale du groupe Disney.

- Hammer Film Productions -  Royaume-Uni
- Harry J. Brown Productions -  États-Unis
- HBO Films -  États-Unis
- Henry Lehrman Comedies -  États-Unis
- Hollywood Pictures -  États-Unis
- HVH FILMS -  France

## I
- ICE3 -  France
- IFC Entertainment -  États-Unis
- Imagine Entertainment -  États-Unis
- Indabuz -  France
- Independent Moving Picture Company -  États-Unis
- Infernal Square productions -  France
- InformAction Films -  Québec
- Illuminated Productions -  Royaume-Uni
- iShoot Productions -  France

## J
- Jerry Bruckheimer Films -  États-Unis
- Jersey Films -  États-Unis
- Jesse L Lasky Feature Play Compagny -  États-Unis
- JCI Studio Films Productions (Jeunes Cinéastes Indépendants) -  France

## K
- Kadokawa Herald Pictures -  Japon
- Kalem Company -  États-Unis
- Karedas -  France
- Karoui Productions -  Tunisie
- Kay Bee Motion Picture Corporation  -  États-Unis
- King Bee Studios -  États-Unis
- Kissman Productions -  France
- Kornog Productions -  France
- Kourtrajmé -  France

## L

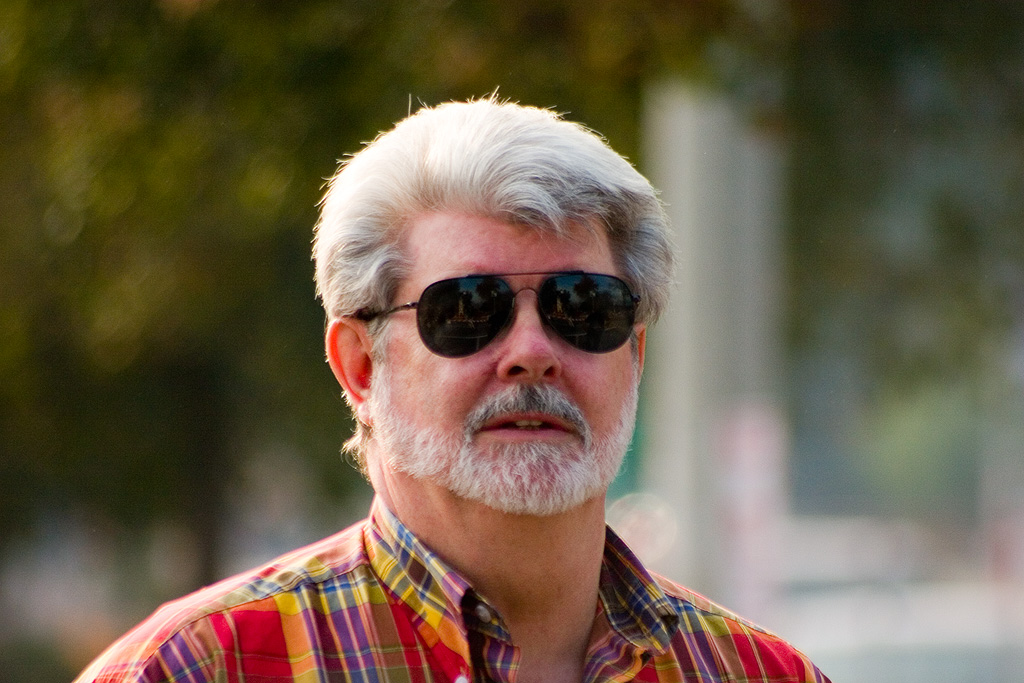
George Lucas, le créateur de Lucasfilm, la société de production américaine qui porte son nom.

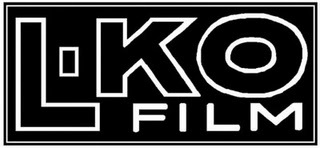
Logo de L-KO Kompany

Logo de Legendary Pictures

- Larry Semon Productions -  États-Unis
- LCJ Éditions et Productions -  France
- Legendary Pictures -  États-Unis
- Les Entreprises Ewing -  France
- Lereby Productions -  Brésil
- Les Films à Fleur de Peau -  France
- Les Films du Carré -  Belgique
- Les Productions du Trésor -  France
- Les Productions au Clair de Lune -  France
- Leman Live Production -  France
- Lenfilm -  Russie
- LGM Productions (LGM Cinéma, LGM Films) -  France
- Liaison cinématographique -  France
- Lightstorm Entertainment -  États-Unis
- Lions Films -  Maroc
- Lions Gate Film -  Canada
- Little Bear -  France
- Live Entertainment -  États-Unis
- L-KO Kompany -  États-Unis
- Lubin Manufacturing Company -  États-Unis
- Lucasfilm Ltd. -  États-Unis
- Lucasfilm Animation -  États-Unis
- Lucasfilm Animation Singapour -  États-Unis
- Lucidius Studios -  Canada
- LMDL Production -  France  Canada

## M
- M6 Films -  France
- MACT Productions -  France
- Mad Films -  France
- MADBOX Studio -  Tunisie
- Madeleine Films -  France
- Madragoa Filmes -  Portugal

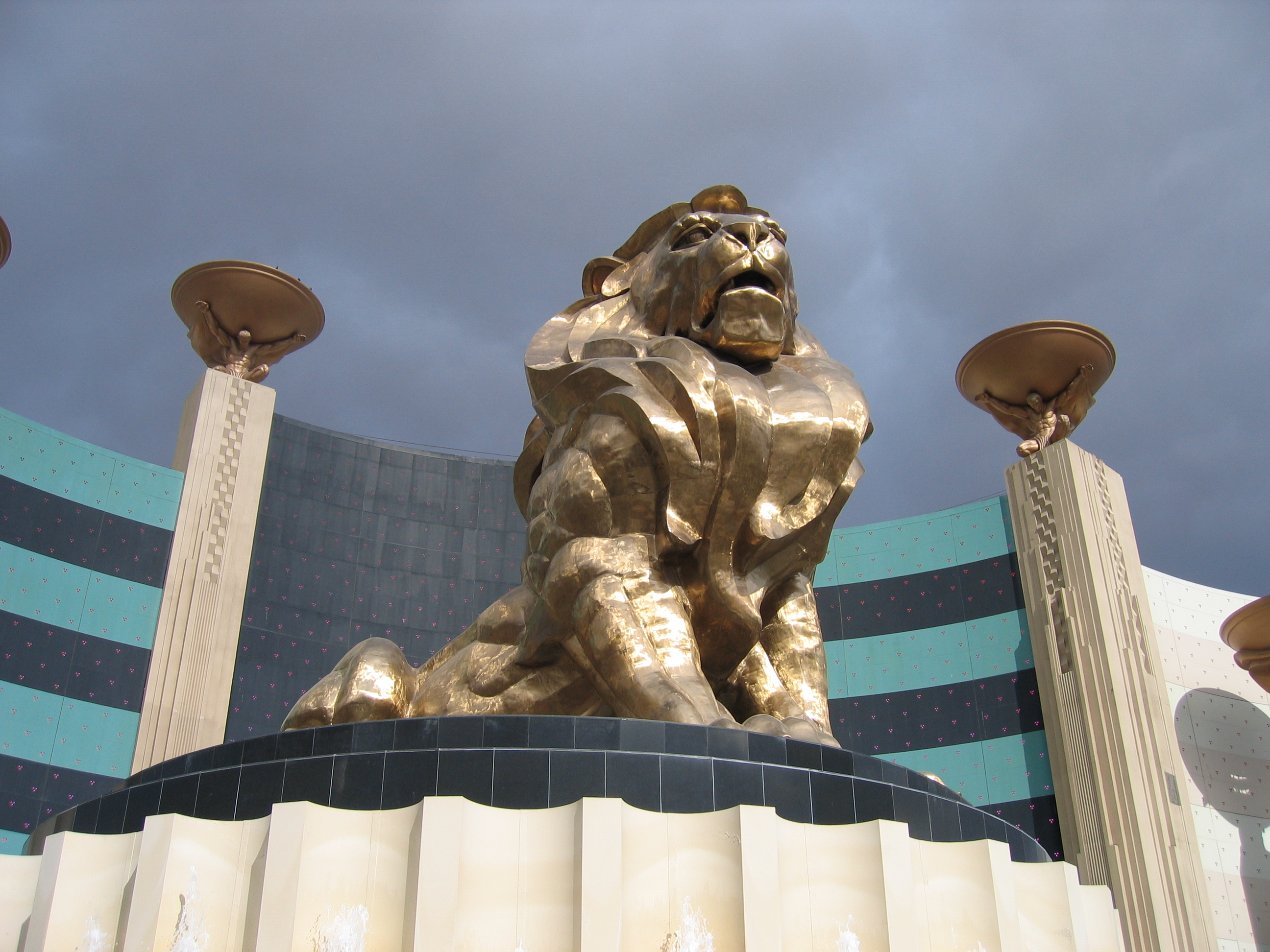
Le lion apparaissant dans le logo de la société de production américaine Metro-Goldwyn-Mayer est reproduit à l'entrée de l'hôtel-casino qui porte son nom, le MGM Grand de Las Vegas.

- Majestic Motion Picture Company -  États-Unis
- Maïa Films -  France
- Maia Entertainment -  États-Unis
- Main Productions -  France
- Maintenon Films -  France
- Malpaso Productions -  États-Unis
- Martin Scorsese Presents -  États-Unis
- MGM Pictures -  États-Unis
- MK2 -  France
- Mandalay Entertainment -  États-Unis
- Marv Films -  États-Unis
- Marvel Studios -  États-Unis
- Médialath Studio -  France
- Metro-Goldwyn-Mayer -  États-Unis
- Metronomic -  France
- Metropolitan Filmexport -  France
- Melenny Productions -  Québec
- Mickkrow Production -  France
- Mille et une productions -  France
- Minerva Film -  Danemark
- Minerva Film -  Italie
- Miramax -  États-Unis
- Mittenthal Film Company -  États-Unis
- Morgan Creek Productions -  États-Unis
- Mosfilm -  Russie
- Motion Picture Distributors and Sales Company  -  États-Unis
- MTV Films -  États-Unis
- Mutant Enemy -  États-Unis
- MVMA Productions -  France
- Mandarin production -  France

## N
- Navketan Films -  Inde
- Nebo productions -  France
- Neyrac Films -  France
- New Line Cinema -  États-Unis
- New Side Productions -  France
- New York Motion Pictures Compagny -  États-Unis
- Néofilms -  France
- Neostorm Entertainment -  France
- Nikkatsu -  Japon
- Night Show Production -  France
- Ninjin Club -  Japon
- Nord-Ouest Production -  France
- NOS Audiovisuais -  Portugal
- Nikos136 -  France

## O
- Office national du film du Canada -  Québec
- Orly Films -  France
- Olympus Films -  France

## P
- Pacific Western -  États-Unis
- Pantheon Films -  Belgique
- Paramount Classics -  États-Unis
- Paramount Pictures -  États-Unis

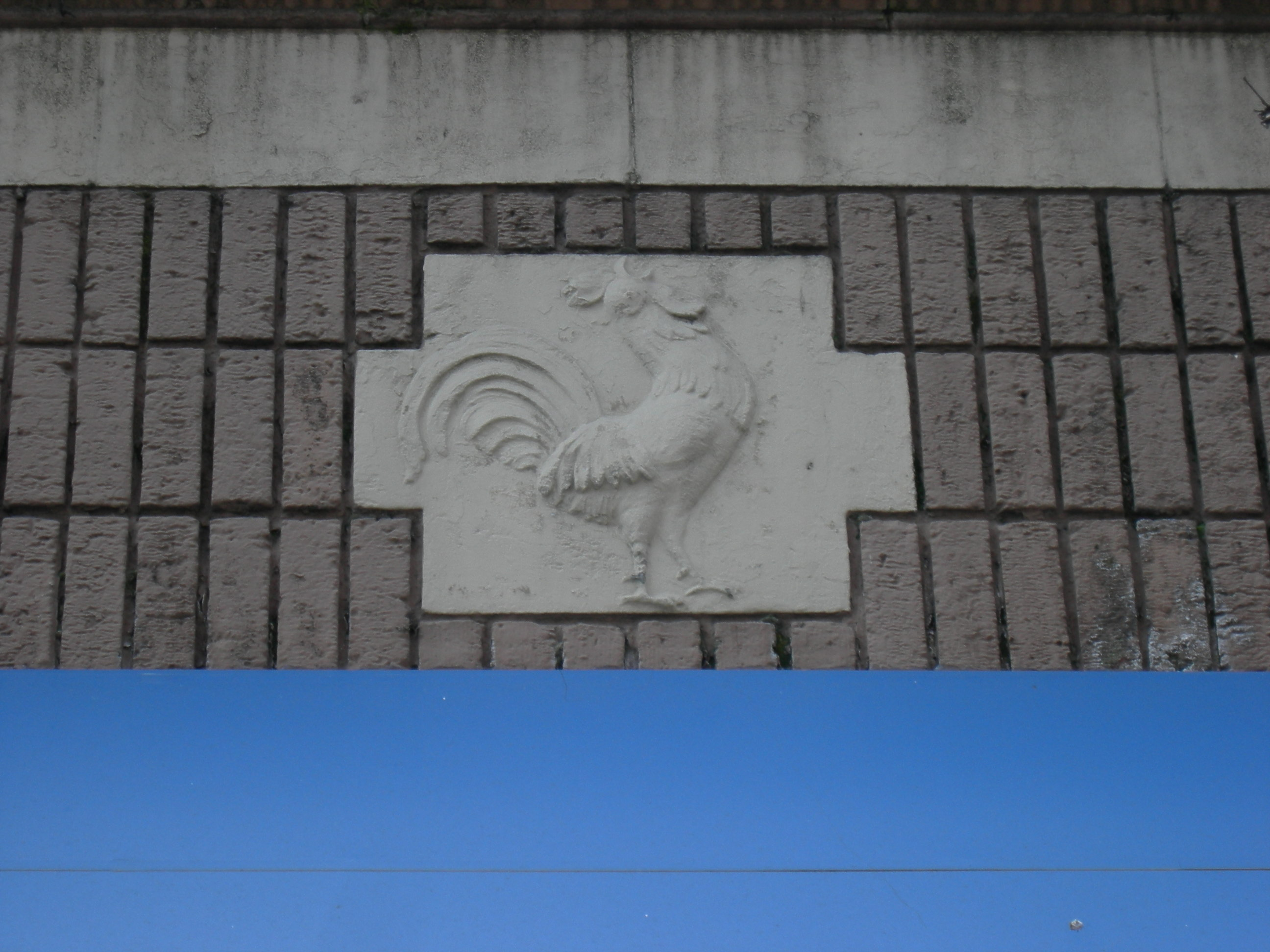
Détail de la façade d'un bâtiment Pathé à Seattle, représentant l'emblème de la société de production française : le coq.

- Park Avenue Films Productions (Paris)
- Les Partenaires -  France
- Pathé -  France
- P.C.L. -  Japon
- La Petite Reine -  France
- Les Productions du Rapide-Blanc -  Québec
- Pixar Animation Studios -  États-Unis
- Pixcom -  Canada
- Phoenix Pictures -  États-Unis
- PouSyn -  France
- Produzioni Europee Associati -  Italie
- Propaganda Production -  Tunisie

## Q
- Qualia Films -  France
- Quasar Pictures -  France
- QUAD productions -  France

## R
- RatPac-Dune Entertainment -  États-Unis
- Recorded Picture Company (RPC) -  Royaume-Uni
- Recifilms -  France
- Red 3ye Productions -  France
- Reflex Productions -  Belgique
- Regency Enterprises -  États-Unis
- Reliance Motion Picture Corporation -  États-Unis
- Reliance-Majestic Motion Picture Corporation -  États-Unis
- Rhône-Alpes Cinéma -  France
- Riga Film Studio -  Lettonie
- RKO Pictures -  États-Unis
- Rubykub Productions -  Belgique

## S
- Saber Production -  France

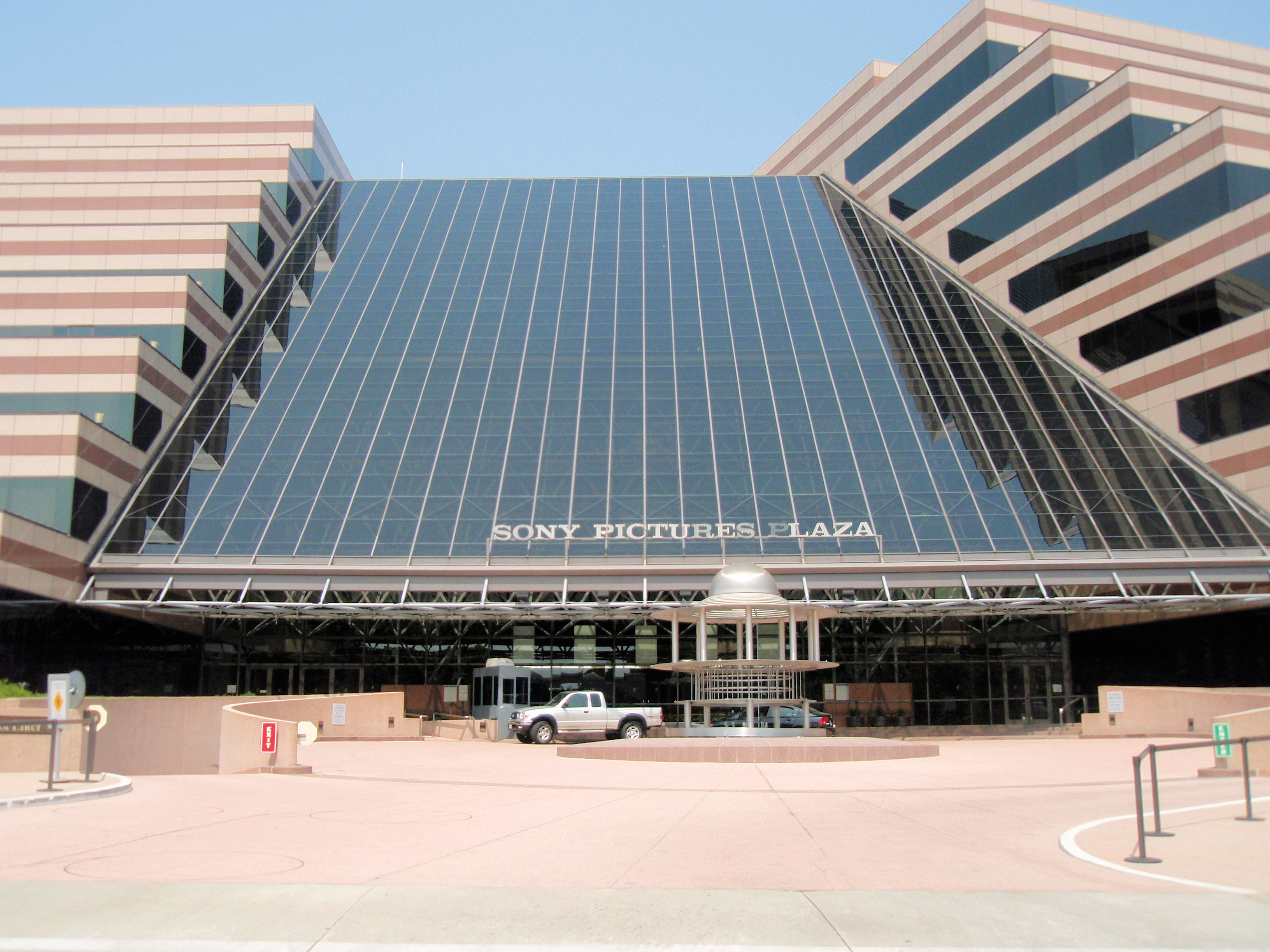
Sony Pictures Plaza, siège de la société de production américaine Sony Pictures, à Culver City en Californie.

- Sahamongkol Film International -  Thaïlande
- Samuel Goldwyn Productions (1923-1959) -  États-Unis
- Samuel Goldwyn Company, The (1979-1997) -  États-Unis
- Santa B Productions -  France
- Saturn Films -  États-Unis
- Scott Free Productions -  Royaume-Uni
- Screen Gems -  États-Unis
- Section Eight -  États-Unis
- Selig Polyscope Company -  États-Unis
- Serendipity Point Films -  Canada
- Shinkō Kinema -  Japon
- Shintōhō -  Japon
- Shōchiku -  Japon
- Silver Pictures -  États-Unis
- Silver Screen Partners -  États-Unis
- Silvio Berlusconi Communications -  Italie
- Solar Films Inc. -  Finlande
- Solaris Films (Mexique) -  Mexique
- Solaris Films (Allemagne) -  Allemagne
- Sony Pictures Classics -  États-Unis
- Spider World Cinema -  France
- SouthWind Productions -  France
- Spyglass Entertainment -  États-Unis
- Starlight Productions -  France
- Station Video Paris -  France
- Sterling Film Company -  États-Unis
- Stratosphere Entertainment LLC -  États-Unis
- StudioCanal -  France
- Studio d'Odessa -  Union soviétique +  Ukraine
- Studio Dovjenko -  Union soviétique +  Ukraine
- Studio Eight Productions -  Japon
- Studio Osiris -  France
- Svensk Filmindustri -  Suède
- Syncopy Films -  Royaume-Uni
- Synĕsis Films -  France
- Synthĕsis Animation Studio -  France

## T
- Take Five -  Belgique
- Tapioca Films -  France
- Tarantula Belgique -  Belgique
- TAT Productions -  France
- Téléma -  France
- TF1 Films Production -  France

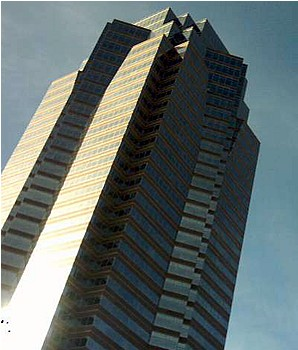
Fox Plaza, le gratte-ciel où siège la 20th Century Fox, dans le quartier de Century City à Los Angeles, et qui a servi de décor à l'un des films de cette société de production américaine : Piège de cristal (1988).

- Thanhouser Film Corporation -  États-Unis
- Thelsem Production
- Thirteenth movie -  France
- THX Ltd. -  États-Unis
- Tillad-Prod -  France
- Time Leap Entertainment -  États-Unis
- Tōei -  Japon
- Toggle Productions -  France
- Tōhō -  Japon
- Tomawak -  France
- Topkapi Films -  Pays-Bas
- Touchstone Pictures -  États-Unis
- Tprod -  France
- TransKom -  France
- Triangle Motion Picture Company  -  États-Unis
- Tribeca Productions -  États-Unis
- TriStar -  États-Unis
- Troma Entertainment -  États-Unis
- Troublemaker Studios -  États-Unis
- Twentieth Century Fox -  États-Unis
- Twentieth Century Fox Animation -  États-Unis
- The Best Of Nous -  France

## U
- Unimagine Studio -  France
- Union générale cinématographique -  France
- United Artists -  États-Unis
- United International Pictures -  États-Unis
- Universal Pictures -  États-Unis
- Universal Film Manufacturing Company -  États-Unis
- Universum Film AG -  Allemagne
- Ulysson Production -  Tunisie

## V
- Vanguard Films -  États-Unis
- Vera Films -  France
- Vertigo Entertainment -  États-Unis
- Vía Digital -  Espagne
- View Askew Productions -  États-Unis
- Village Roadshow Pictures -  Australie
- Vim Comedy Film Company -  États-Unis
- Vitagraph Company of America -  États-Unis

## W
- Walt Disney Pictures -  États-Unis

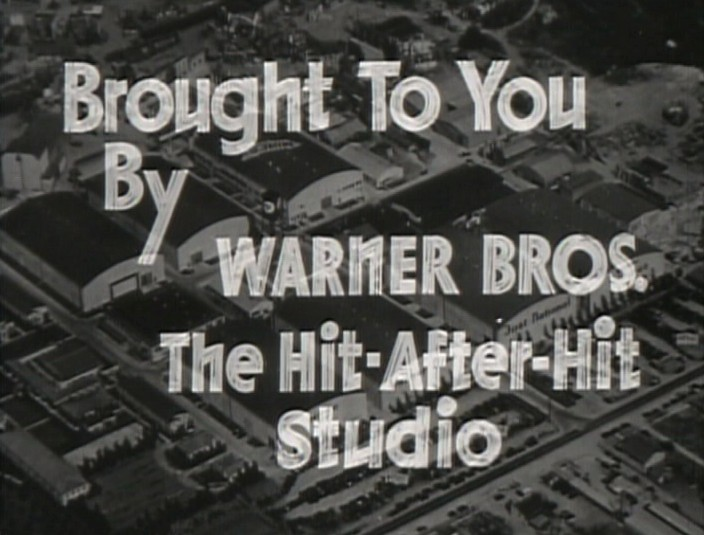
Les studios de la société de production américaine Warner Bros., dans la bande-annonce de La Forêt pétrifiée (1936).

- Walt Disney Studios Entertainment -  États-Unis
- Warner Bros. -  États-Unis
- Warner Bros. Cartoons -  États-Unis
- Warner Independent Pictures -  États-Unis
- Warner Premiere -  États-Unis
- The Weinstein Company -  États-Unis
- Welcome Aboard  -  Québec  Canada
- Wertes Group -  France
- Western Import Compagny -  Angleterre
- WingNut Films -  Nouvelle-Zélande

## X
- X-Filme Creative Pool -  Allemagne

## Y
- Yash Raj Films -  Inde
- Yonki-no-Kai Productions -  Japon

## Z
- Zootrope Productions -  France
- Zorobabel -  Belgique
- Zeitgeist Films (en) -  États-Unis